# Elatostema appendiculatum
Elatostema appendiculatum es una especie de planta del género Elatostema, perteneciente a la familia Urticaceae.

## Taxonomía
Elatostema appendiculatum fue descrita por Elmer Drew Merrill en 1919.

## Distribución
Se encuentra en el territorio de Filipinas.